# Walid Abbas
Walid Abbas (Dubaj emírség, 1985. június 11. –) Egyesült Arab Emírségek-beli labdarúgó, az egyesült arab emírségekbeli másodosztályú Al Ahli hátvédje. Klubjában az 5-ös, a válogatottban a 3-as számot viseli.